# Jörg Mayer (Glockengießer)
Jörg Mayer war ein deutscher Glockengießer des 16. Jahrhunderts aus Heilbronn.

## Leben
Er stammte aus Nürnberg und wurde 1524 erstmals in Heilbronn erwähnt. Er könnte dort gemeinsam mit der Witwe von Jerg Bernhart Lachaman die Lachaman-Gießerei fortgeführt haben, da jene Werkstatt noch zwei Glocken nach dem Tod des letzten Gießers aus der Familie Lachaman verlassen haben: die 1524 datierte Glocke in der Gregoriuskirche in Neckarwestheim und die 1526 datierte Talheimer Rathausglocke. Außerdem wird Mayer auch die 1535 datierte Glocke vom Rathaus in Oedheim zugeschrieben. Er wird 1540/41 anlässlich eines Hauskaufs letztmals erwähnt.